# Dies Irae (gruppo musicale)
I Dies Irae sono un gruppo musicale death metal polacco, formatosi ad Olsztyn nel 1992.

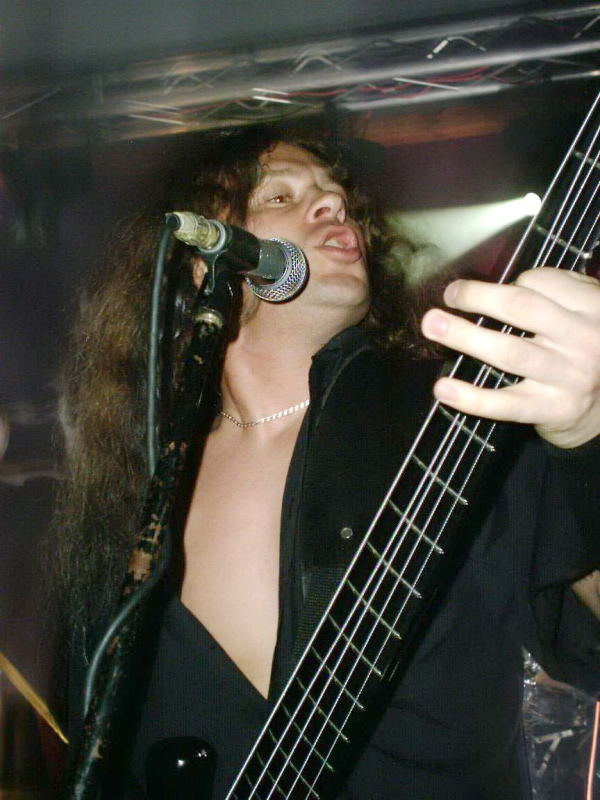
Novy nel 2004.

## Formazione

### Formazione attuale
- Marcin "Novy" Nowak - voce, basso (ex-Behemoth)
- Maurycy "Mauser" Stefanowicz - chitarra, voce
- Jacek Hiro - chitarra

### Ex componenti
- Krzysztof "Doc" Raczkowski - batteria
- Witold "Vitek" Kiełtyka - batteria
- Jarosław "Czarny" Mielczarek

## Discografia
Album in studio
- 2000 - Immolated
- 2002 - The Sin War
- 2004 - Sculpture of Stone

Raccolte
- 2004 - Immolated/The Sin War

DVD
- 2008 - The Art of an Endless Creation

Demo
- 1994 - Fear of God
- 1997 - Promo '97